# Jetpac Refuelled
Jetpac Refuelled est un jeu vidéo de type shoot 'em up développé par Rare et édité par Microsoft Studios, sorti en 2007 sur Xbox 360.

## Accueil
- Eurogamer : 7/10[1]
- GameSpot : 7,2/10[2]
- IGN : 8/10[3]